# Tyranner
Tyranner (Tyrannidae) är en familj av tättingar inom gruppen subosciner som finns i Nord- och Sydamerika, huvudsakligen i de tropiska delarna. De betraktas idag som den största fågelfamiljen i världen, med cirka 400 arter fördelade över minst 100 släkten. Familjen är mycket heterogen till utseendet, såväl beträffande form och färg som mönstring. Vissa tyranner liknar gamla världens flugsnappare, medan andra till stor del skiljer sig i utseende.

## Etymologi
Ordet kungsfågel anspelar på deras färgstarka gyllene hjässband. Den engelske naturforskaren Mark Catesby kallade på 1730-talet östlig kungfågel för "the tyrant". Carl von Linné tilldelade den grupp fåglar som kungfågeln tillhör familjenamnet Tyrannidae, eftersom han beundrade Catesbys verk.

## Systematik
DNA-studier har kastat nytt ljus över familjens både sammansättning och inre systematik. Arter som tidigare placerats i andra familjer (Neopelma och Piprites bland manakinerna, Calyptura i kotingorna) har visats sig vara tyranner, medan Onychorhynchus, Myiobius och Terenotriccus urskilts i den egna familjen krontyranner (Onychorhynchidae).
- Piprites – tre arter pipriter, tidigare i familjen manakiner¨
- Neopipo – manakintyrann, tidigare i familjen manakiner
- Calyptura – kungsfågeltyrann, tidigare i familjen kotingor
- Platyrinchus – sju arter spadnäbbar
- Tachuris – vasstyrann
- Corythornis – två arter myrpiplärkor
- Pseudotriccus – tre arter pygmétyranner
- Leptopogon – fyra arter tyranner
- Mionectes – sex arter tyranner
- Pogonotriccus – nio arter borsttyranner
- Phylloscartes – 14 arter lövtyranner
- Rhynchocyclus – fem arter spadnäbbar
- Tolmomyias – sju arter spadnäbbar
- Taeniotriccus – svartbröstad tyrann
- Cnipodectes – två vridvingar
- Todirostrum – sju arter todityranner
- Poecilotriccus – tolv arter todityranner
- Hemitriccus – 22 arter todityranner
- Myiornis – fyra arter todityranner
- Atalotriccus – blekögd todityrann
- Lophotriccus – fyra arter todityranner
- Oncostoma – två arter krumnäbbar
- Hirundinea – klipptyrann
- Pyrrhomyias – kaneltyrann
- Myiotriccus – prakttyrann
- Nephelomyias – tre arter tyranner, tidigare i Myiophobus
- Zimmerius – 13 arter dvärgtyranner
- Stigmatura – tre arter ärletyranner
- Euscarthmus – tre arter dvärgtyranner
- Inezia – fyra ärter inezior
- Acrochordopus – 2 arter dvärgtyranner
- Tyranniscus – 3 arter dvärgtyranner
- Ornithion – tre arter dvärgtyranner
- Camptostoma – två arter dvärgtyranner
- Tyrannulus – gulkronad dvärgtyrann
- Myiopagis – nio arter elenior
- Elaenia – 22 arter elenior
- Suiriri – chacotyrann
- Pseudelaenia – ökendvärgtyrann
- Capsiempis – gul dvärgtyrann
- Phyllomyias – 9 arter dvärgtyranner
- Nesotriccus – fyra arter dvärgtyranner
- Mecocerculus – sex arter dvärgtyranner
- Culicivora – grästyrann
- Pseudocolopteryx – fem arter doradito
- Polystictus – två arter tachuri
- Serpophaga – fem arter dvärgtyranner
- Uromyias – två arter mestyranner
- Anairetes – sex arter mestyranner
- Ramphotrigon – fyra arter plattnäbbar
- Sirystes – fyra arter visseltyranner
- Casiornis – två arter rosttyranner
- Rhytipterna – tre arter sorgtyranner
- Myiarchus – 22 arter topptyranner
- Legatus – pirattyrann
- Attila – sju arter attila
- Machetornis – kotyrann
- Philohydor – mindre kiskadi
- Pitangus – större kiskadi
- Myiozetetes – fyra arter tyranner
- Myiodynastes – fem arter tyranner
- Tyrannopsis – svaveltyrann
- Megarynchus – båtnäbbstyrann
- Conopias – fyra arter tyranner
- Empidonomus – två arter tyranner
- Tyrannus – 13 arter kungstyranner
- Muscigralla – stubbstjärtstyrann
- Myiophobus – åtta arter tyranner
- Silvicultrix – fem arter bergtyranner
- Colorhamphus – patagonientyrann
- Ochthoeca – tio arter bergtyranner
- Phelpsia – vitskäggig tyrann
- Guyramemua – chapadatyrann
- Sublegatus – tre arter snårtyranner
- Colonia – långstjärtstyrann
- Arundinicola – kärrtyrann
- Fluvicola – tre arter vattentyranner
- Pyrocephalus – två arter tyranner
- Muscipipra – klyvstjärtstyrann
- Gubernetes – serpentinstjärtstyrann
- Heteroxolmis – dominikanertyrann
- Alectrurus – två arter tyranner
- Ochthornis – brinktyrann
- Cnemotriccus – sotbrun tyrann
- Aphanotriccus – två arter tyranner
- Lathrotriccus – två arter tyranner
- Xenotriccus – två arter tyranner
- Sayornis – tre arter fibier
- Empidonax – 14 arter empider
- Mitrephanes – två arter tyranner
- Contopus – 16 arter pivier
- Satrapa – gulbrynad tyrann
- Syrtidicola – mindre marktyrann
- Muscisaxicola – tolv arter marktyranner
- Lessonia – två arter negrito
- Hymenops – glasögontyrann
- Knipolegus – tolv arter sottyranner
- Cnemarchus – två arter busktyranner
- Xolmis – två arter busktyranner
- Pyrope – eldögd busktyrann
- Nengetus – grå busktyrann
- Neoxolmis – fyra arter busktyranner
- Myiotheretes – fyra arter busktyranner
- Agriornis – fem arter törntyranner